# Chthoneis suturalis
Chthoneis suturalis là một loài bọ cánh cứng trong họ Chrysomelidae. Loài này được Duvivier miêu tả khoa học năm 1885.